# Sabrine Goubantini
Sabrine Goubantini, née le 10 novembre 1987 à Clichy, est une femme politique tunisienne.

## Biographie

### Études
Après avoir obtenu son baccalauréat mathématiques en 2006 au lycée d'El Menzah VI, Sabrine Goubantini étudie à l’Institut des hautes études commerciales de Carthage. Elle y décroche une maîtrise en sciences comptables en 2010 ainsi qu'un certificat des études supérieures en révision comptable en 2011.
En 2013, elle obtient un diplôme des écoles d'études politiques du Conseil de l'Europe.

### Carrière politique
Militante syndicale à l'université puis active après la révolution de 2011 au sein du mouvement Ettajdid, elle rejoint l’équipe de campagne du Pôle démocratique moderniste dans la circonscription de l'Ariana à l'occasion des élections du 23 octobre 2011.
Candidate lors des élections législatives de 2014 sous les couleurs du parti Nidaa Tounes, elle est élue députée à l'Assemblée des représentants du peuple dans la circonscription de l'Ariana. Elle annonce quitter son groupe parlementaire le 26 janvier 2016 pour rejoindre le bloc Al Horra avant de se raviser le 2 juin.
Le 1er juin 2017, elle annonce son exclusion de Nidaa Tounes. Le 7 septembre 2018, elle rejoint le groupe parlementaire de la Coalition nationale.

## Vie privée
Sabrine Goubantini est la petite-fille de Salem Goubantini, cofondateur du groupement Goubantini, premier groupement de cinémas en Tunisie[réf. nécessaire].